# Kolibki
Kolibki (kaszb.  Kòlibczi, niem. Koliebken) – osiedle w Gdyni, w dzielnicy Orłowo położone nad potokiem Kolibkowskim. Obszar osiedla obejmuje południową część dzielnicy Orłowo i znajduje się bezpośrednio nad Morzem Bałtyckim granicząc od południa z Sopotem (granica na rzece Swelina).

## Urbanistyka
Osiedle zlokalizowane jest przy alei Zwycięstwa, dzielącej, wespół z linią kolejową SKM, osiedle na części zachodnią i wschodnią. Na wysokości stacji benzynowej znajduje się „Pomnik Obrońców Gdyni 1939” – umiejscowiony na tarasie widokowym, z którego rozpościera się widok na Zatokę Gdańską. Po stronie zachodniej (na zalesionych wzgórzach morenowych) znajdują się tor motocrossowy i pozostałości po niemieckich stanowiskach baterii przeciwlotniczej składających się z umocnionych stanowisk pod 8 armat, budynku koszarowego i stanowiska wieży dalmierza.

## Zabytki

### Zespół dworsko-krajobrazowy
W okolicy dworu znajdowały się nieistniejące już obiekty karczmy z XV wieku, cegielni (z wyprodukowanych cegieł wybudowano wiele gmachów m.in. w Gdańsku), hamerni, młyna zbożowego i papierni. Dzisiejsze budynki przy dworskie pochodzą z pierwszej połowy XIX wieku i są otoczone Parkiem Marysieńki o założeniu barokowym z kilkusetletnim drzewostanem. W lipcu 1945 majątek przejęło państwo. W zabytkowym dworze zakwaterowano rodziny, a w parku powstały kotłownia, szklarnia i szkółka ogrodnicza. W okresie późniejszym dwór był siedzibą stadniny koni podlegającej gdyńskiej Straży Miejskiej. Następnie został opuszczony, gdyż stajnia nie spełniała swojej pierwotnej funkcji, ciepłownię i szklarnie rozebrano. W zbudowanym w okresie powojennym budynku szkółki ogrodniczej powstała siedziba Wydziału Ogrodnika Miasta. 

### Kościół pw. św. Józefa w Kolibkach
Kościół został zbudowany w 1763 przez generała Józefa Przebendowskiego, w założeniu fundacyjnym powiązany bezpośrednio z Kalwarią Wejherowską. Fundator zamierzał założyć przy nim franciszkański klasztor kapucynów. W kościele tym, zburzonym późną jesienią 1939 przez niemieckich okupantów podczas drugiej wojny światowej, znajdował się gotycki obraz „Matki Boskiej Piaseckiej” z początku XVI wieku (prawdopodobna darowizna królowej Marii Kazimiery). Jedyną pozostałością po kościele jest fragment dawnego cmentarza przykościelnego.

## Historia
Dawna własność cystersów oliwskich pod nazwami Colybka, Kolebki lub Kolebka, w okresie późniejszym własność rycerska i szlachecka. Prywatna wieś szlachecka położona była w drugiej połowie XVI wieku w powiecie gdańskim województwa pomorskiego.
Majątek kolibkowski był własnością znanych rodów szlacheckich, m.in. Wejherów, Radziwiłłów, Ostromeckich, Sobieskich i Przebendowskich. Właścicielem majątku kolibskiego po śmierci króla Sobieskiego stała się królowa Marysieńka (w parku znajdują się m.in. „Dąb Marysieńki” i „Grota Marysieńki”). W 1720 syn Jana III Sobieskiego, Jakub Ludwik Sobieski, sprzedał dobra kolibkowskie wojewodzie Piotrowi Przebendowskiemu. Przez krótki okres, około lat 1814–1831, właścicielem dworu był również konsul brytyjski w Gdańsku baron Alexander Gibson. W okresie trwania zaboru pruskiego majątek stał się własnością pruską. Ostatnim prywatnym właścicielem dworu został po I wojnie światowej Witold Kukowski (jego imię nosi nadmorska aleja spacerowa w Kolibkach).

### II Rzeczpospolita
W czasach II Rzeczypospolitej  w Kolibkach mieściły się polska placówka celna (pierwotnie drewniane a z czasem murowane budynki) i przejście graniczne (Kolibki/Steinfließ) na granicy polsko-gdańskiej. Obecnie budynki te nie istnieją. Od 1930 r. znajdował się też tu posterunek informacyjny Straży Granicznej „Kolibki” wchodzący w struktury Placówki SG I linii „Wielki Kack”.

### Kampania wrześniowa
We wrześniu 1939 r. na pozycjach pod Kolibkami 2 Morski Pułk Strzelców prowadził ciężkie walki obronne Gdyni.
1 września od strony Sopotu zaczęła atakować tzw. Brygada Eberhardta, składała się ona z dwóch pułków policji WMG przekształconych w piechotę oraz z oddziału SS-Heimwehr Danzig, jednakże Polacy kontratakowali. Polskie oddziały, którymi dowodził ppłk. Ignacy Szpunar, nocą dokonały wypadu na Kolibki. Odbito stację kolejową w Wielkim Kacku i posiadłość kolibkowską. W drugim tygodniu września walka była wciąż kontynuowana na przedpolu portu w Gdyni, Orłowie i Kolibkach. 8 września duże straty wywołał ostrzał polskich pozycji przez pancernik Schleswig-Holstein.
12 września obrońcy Kolibek otrzymali rozkaz opuszczenia stanowisk i udania się na Oksywie.

#### Fotografia wojenna
Prawdopodobnie najbardziej znanymi zdjęciami obrazującymi początek II wojny światowej oraz inwazję niemiecką na Polskę są te wykonane przez niemieckiego fotografa Hansa Sönnke na posterunku w Kolibkach. Choć podpisywane są datą 1 września (również przez samego autora) faktycznie zostały wykonane na potrzeby propagandowe 14 września 1939 już po zajęciu Gdyni przez Niemców. Sönnke jest też autorem największego zbioru ilustrującego zajęcie miasta przez hitlerowców.